# つ
つ або ツ (/tu/; МФА: [t͡su] • [t͡sɯ]; укр. цу) — склад в японській мові, один зі знаків японської силабічної абетки кана. Становить 1 мору. Розміщується у комірці 3-го рядка 4-го стовпчика таблиці ґодзюон.
Має похідні дзвінкі звуки — づ або ヅ (/du/; МФА: [(d)zu] • [(d)zɯ]; укр. дзу).

## Короткі відомості

### Опис
Фонема сучасної японської мови. Складається з одного ясенного приголосного звука та одного неогубленого голосного заднього ряду високого піднесення /u/ (う). Приголосні бувають різними залежно від типу.
| Глухий ясенний африкат:    |  | /t/ → | つ | [t͡sɯ] | (основний звук)                               |
| Дзвінкий ясенний щілинний: |  | /d/ → | づ | [zɯ]  | (похідний звук; в середині слова)             |
| Дзвінкий ясенний африкат:  |  | /d/ → | づ | [d͡zɯ] | (похідний звук; на початку слова і перед /N/) |

У сучасній японській мові використання づ обмежене. Замість нього на письмі, переважно, вживається ず.

### Порядок
Місце у системах порядку запису кани:
- Порядок ґодзюону: 18.
- Порядок іроха: 19. Між そ і ね.

### Абетки
- Хіраґана: つ

Походить від скорописного написання ієрогліфа 川 (сен, річка).
- Катакана: ツ

Походить від скорописного написання ієрогліфа 川 (сен, річка).
- Манйоґана: 都 • 豆 • 通 • 追 • 川 • 津

### Транслітерації

#### つ
- Кирилиця:
Система Поліванова: ЦУ (цу).
Альтернативні системи: ЦУ (цу), ТСУ (тсу)
- Латинка
Система Хепберна: TSU (tsu).
Японська система: TU (tu).
JIS X 4063: tu, tsu
Айнська система: TU (tu).

#### づ
- Кирилиця:
Система Поліванова: ДЗУ (дзу).
Альтернативні системи: ДЗУ (дзу), ЗУ (зу)
- Латинка
Система Хепберна: ZU (zu).
Японська система: ZU (zu).
JIS X 4063: du
Айнська система: ZU (zu).

### Інші системи передачі
- Шрифт Брайля:
| ●● －● ●－ |
- Радіоабетка: ЦУрукаме но ЦУ (つるかめのツ; «цу» журавля і черепахи)
- Абетка Морзе: ・－－・